# Vela nos Jogos Olímpicos de Verão de 1976 - Flying Dutchman
As provas da classe Flying Dutchman da vela nos Jogos Olímpicos de Verão de 1976 ocorreram entre 31 de julho e 8 de agosto daquele ano na costa de Kingston, no Lago Ontário, no Canadá. O programa compunha sete regatas. Para esta classe, houve 40 velejadores de 20 nações inscritas.

## Medalhistas
A dupla alemã Jörg Diesch e Eckart Diesch finalizou a competição em primeiro lugar e conquistou a medalha de ouro. A prata firmou-se com os britânicos Rodney Pattisson e Julian Brooke-Houghton. Por fim, a medalha de bronze ficou com Reinaldo Conrad e Peter Ficker, do Brasil.
|  | GBR Grã-Bretanha          |  | FRG Alemanha Ocidental   |  | BRA Brasil                   |
|  | Jörg Diesch Eckart Diesch |  | Ulli Libor Peter Naumann |  | Reinaldo Conrad Peter Ficker |

## Resultados
Estes foram os resultados da competição:
| Pos.              | Tripulação                                 | Regata I | Regata I | Regata II | Regata II | Regata III | Regata III | Regata IV | Regata IV | Regata V | Regata V | Regata VI | Regata VI | Regata VII | Regata VII | Total de pontos | Total -1 |
| Pos.              | Tripulação                                 | Pts.     | Pos.     | Pts.      | Pos.      | Pts.       | Pos.       | Pts.      | Pos.      | Pts.     | Pos.     | Pts.      | Pos.      | Pts.       | Pos.       | Total de pontos | Total -1 |
| ----------------- | ------------------------------------------ | -------- | -------- | --------- | --------- | ---------- | ---------- | --------- | --------- | -------- | -------- | --------- | --------- | ---------- | ---------- | --------------- | -------- |
| Medalha de ouro   | FRG Jörg Diesch Eckart Diesch              | 2        | 3.0      | 3         | 5.7       | 2          | 3.0        | 2         | 3.0       | 16       | 22.0     | 5         | 10.0      | 5          | 10.0       | 56.7            | 34.7     |
| Medalha de prata  | GBR Ulli Libor Peter Naumann               | 1        | 0.0      | 2         | 3.0       | 4          | 8.0        | 3         | 5.7       | 18       | 24.0     | 12        | 18.0      | 11         | 17.0       | 75.7            | 51.7     |
| Medalha de bronze | BRA Reinaldo Conrad Peter Ficker           | 8        | 14.0     | 9         | 15.0      | 18         | 24.0       | 6         | 11.7      | 1        | 0.0      | 3         | 5.7       | 3          | 5.7        | 76.1            | 52.1     |
| 4                 | CAN Hans Fogh Evert Bastet                 | 5        | 10.0     | 6         | 11.7      | 5          | 10.0       | 13        | 19.0      | 3        | 5.7      | 4         | 8.0       | 6          | 11.7       | 76.1            | 57.1     |
| 5                 | URS Vladimir Leontiev Valerii Zubanov      | 3        | 5.7      | 11        | 17.0      | 6          | 11.7       | 5         | 10.0      | 9        | 15.0     | 11        | 17.0      | 1          | 0.0        | 76.4            | 59.4     |
| 6                 | USA Norman Freeman John Mathias            | 6        | 11.7     | 13        | 19.0      | 9          | 15.0       | 7         | 13.0      | 4        | 8.0      | 1         | 0.0       | 12         | 18.0       | 84.7            | 65.7     |
| 7                 | ESP Alejandro Abascal José María Benavides | 11       | 17.0     | 1         | 0.0       | RET        | 26.0       | 1         | 0.0       | 11       | 17.0     | 18        | 24.0      | 4          | 8.0        | 92.0            | 66.0     |
| 8                 | FRA Yves Pajot Marc Pajot                  | 4        | 8.0      | 5         | 10.0      | 8          | 14.0       | 8         | 14.0      | 15       | 21.0     | 7         | 13.0      | 7          | 13.0       | 93.0            | 72.0     |
| 9                 | AUS Mark Bethwaite Timothy Alexander       | 10       | 16.0     | 15        | 21.0      | 13         | 19.0       | 9         | 15.0      | 5        | 10.0     | 6         | 11.7      | 2          | 3.0        | 95.7            | 74.7     |
| 10                | SWE Stefan Sjöström Reine Andersson        | 13       | 19.0     | 4         | 8.0       | 12         | 18.0       | 4         | 8.0       | 8        | 14.0     | 8         | 14.0      | 8          | 14.0       | 95.0            | 76.0     |
| 11                | SUI Jörg Hotz André Nicolet                | 9        | 15.0     | 7         | 13.0      | 11         | 17.0       | 10        | 16.0      | 10       | 16.0     | 2         | 3.0       | 10         | 16.0       | 96.0            | 79.0     |
| 12                | NZL Jock Bilger Murray Ross                | 7        | 13.0     | 8         | 14.0      | 1          | 0.0        | 15        | 21.0      | 12       | 18.0     | 13        | 19.0      | 17         | 23.0       | 108.0           | 85.0     |
| 13                | AUT Ernst Seidl Johann Eisl                | 15       | 21.0     | 10        | 16.0      | 7          | 13.0       | 12        | 18.0      | 2        | 3.0      | 16        | 22.0      | 15         | 21.0       | 114.0           | 92.0     |
| 14                | NED Erik Vollebregt Sjoerd Vollebregt      | DSQ      | 28.0     | 14        | 20.0      | 3          | 5.7        | DSQ       | 28.0      | 7        | 13.0     | 10        | 16.0      | 9          | 15.0       | 125.7           | 97.7     |
| 15                | GDR Uwe Steingross Jörg Schramme           | 16       | 22.0     | 17        | 23.0      | 15         | 21.0       | 14        | 20.0      | 6        | 11.7     | 9         | 15.0      | 14         | 20.0       | 132.7           | 109.7    |
| 16                | ITA Carlo Croce Luciano Zinali             | 17       | 23.0     | 12        | 18.0      | 14         | 20.0       | 11        | 17.0      | 14       | 20.0     | 14        | 20.0      | 13         | 19.0       | 137.0           | 114.0    |
| 17                | ISR Yoel Sela Yehuda Maayan                | 12       | 18.0     | 16        | 22.0      | 17         | 23.0       | DSQ       | 28.0      | 13       | 19.0     | 15        | 21.0      | 16         | 22.0       | 153.0           | 125.0    |
| 18                | JPN Takumi Horiuchi Kazuo Hanaoka          | 14       | 20.0     | 18        | 24.0      | 10         | 16.0       | 17        | 23.0      | 19       | 25.0     | 19        | 25.0      | 18         | 24.0       | 157.0           | 132.0    |
| 19                | IRL Barry O'Neill James Wilkinson          | 19       | 25.0     | 19        | 25.0      | 16         | 22.0       | 16        | 22.0      | RET      | 26.0     | 17        | 23.0      | 19         | 25.0       | 168.0           | 142.0    |
| 20                | MEX Javier Prieto Javier Ruiz              | 18       | 24.0     | DNF       | 26.0      | 19         | 25.0       | 18        | 24.0      | 17       | 23.0     | 20        | 26.0      | RET        | 26.0       | 174.0           | 148.0    |

### Classificação diária

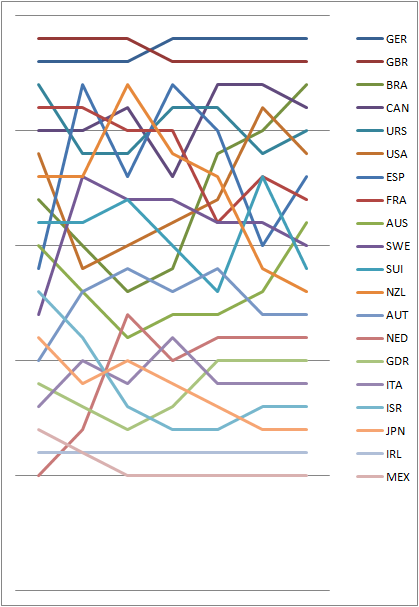
Gráfico mostrando a classificação diária na classe.